# 1512 Оулу
1512 Оулу (1512 Oulu) — астероїд головного поясу, відкритий 18 березня 1939 року.
Тіссеранів параметр щодо Юпітера — 3,029.